# De Leuf
De Leuf is een restaurant in de Nederlandse plaats Ubachsberg.
Het restaurant stond vanaf 1988 tot aan zijn overlijden op 10 april 2014 onder leiding van chef-kok en eigenaar Paul van de Bunt. Van de Bunt presenteerde een traditionele Franse cuisine met een moderne artistiek vormgegeven gerechtopmaak.
De keuken werkt met een brede variatie van ingrediënten en presenteert tevens seizoensgebonden gerechten. De inrichting van het restaurant is strak en modern.
In 1996 kreeg het restaurant een Michelinster en in 2007 nog een tweede. Sinds 2011 geeft de Gault Millau een score van 18 uit de 20 mogelijke punten. In 2012 riep GaultMillau Paul van de Bunt uit tot Chef van het jaar 2013. In 2014 werd de Leuf een Michelinster toegekend, nadat het restaurant door het overlijden van Paul van de Bunt zijn eerdere sterren was kwijtgeraakt.

## Rijksmonument
Restaurant De Leuf is gevestigd in een monumentale hoeve uit 1759. In 1967 is deze ingeschreven als rijksmonument met nummer 37898.